# Meridiano 150 E
O meridiano 150 E é um meridiano que, partindo do Polo Norte, atravessa o Oceano Ártico, Ásia, Oceano Índico, Austrália, Oceano Antártico, Antártida e chega ao Polo Sul. Forma um círculo máximo com o Meridiano 30 W.

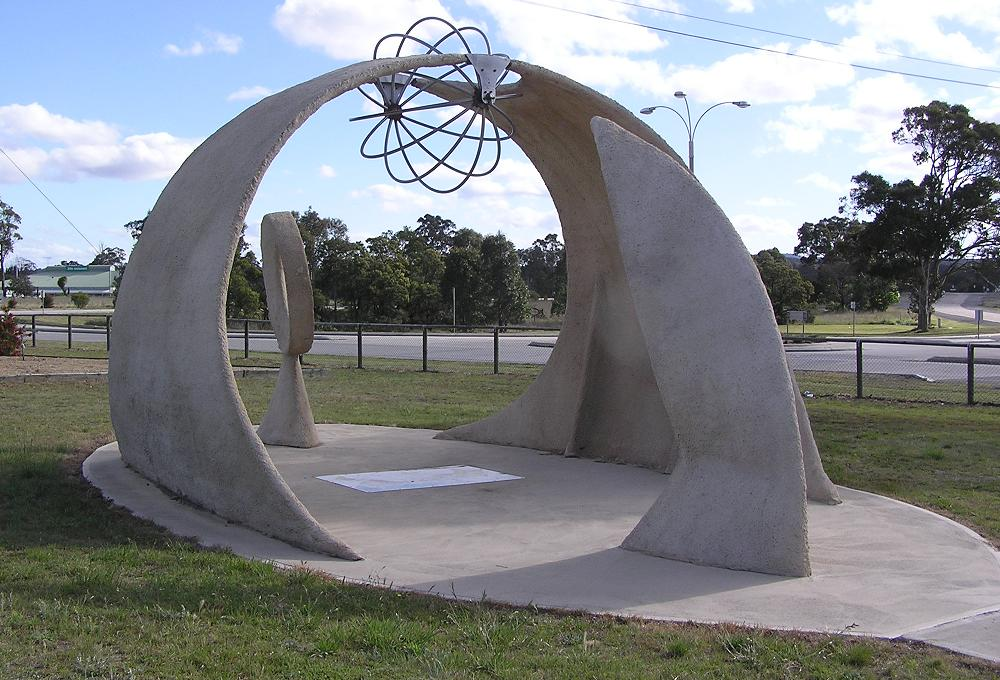
Monumento ao meridiano 150 em Marulan.

Começando no Polo Norte, o meridiano 150º Este tem os seguintes cruzamentos:
| País, território ou mar         | Notas                                                      |
| ------------------------------- | ---------------------------------------------------------- |
| Oceano Ártico                   |                                                            |
| Mar Siberiano Oriental          |                                                            |
| Rússia                          | Iacútia - Ilha Nova Sibéria                                |
| Mar Siberiano Oriental          |                                                            |
| Rússia                          | Iacútia Oblast de Magadan                                  |
| Mar de Okhotsk                  |                                                            |
| Rússia                          | Oblast de Sacalina - Ilha Urup                             |
| Oceano Pacífico                 |                                                            |
| Estados Federados da Micronésia | Atol Namonuito                                             |
| Oceano Pacífico                 |                                                            |
| Papua-Nova Guiné                | Ilhas Emirau e Lavongai (Nova Hanôver)                     |
| Oceano Pacífico                 | Mar de Bismarck                                            |
| Papua-Nova Guiné                | Ilha da Nova Bretanha                                      |
| Oceano Pacífico                 | Mar de Salomão                                             |
| Papua-Nova Guiné                | Ilha da Nova Guiné                                         |
| Oceano Pacífico                 | Mar de Salomão                                             |
| Papua-Nova Guiné                | Ilha da Nova Guiné                                         |
| Oceano Pacífico                 | Mar de Coral                                               |
| Austrália                       | Ilha Willis das Ilhas do Mar de Coral                      |
| Oceano Pacífico                 | Mar de Coral                                               |
| Austrália                       | Queensland Nova Gales do Sul                               |
| Oceano Pacífico                 |                                                            |
| Austrália                       | Nova Gales do Sul - Cabo Green                             |
| Oceano Pacífico                 |                                                            |
| Oceano Antártico                |                                                            |
| Antártida                       | Território Antártico Australiano, reclamado pela Austrália |